# Twannbach
Der Twannbach, französisch La Douanne, ist ein knapp sechs Kilometer langer Bach im Berner Jura, der in den Bielersee mündet. Er ist ein mittelsteiles, mittleres Fliessgewässer des montanen, karbonatischen Juras.

## Geographie

### Verlauf
Der Twannbach entspringt auf der Montagne de Diesse, nördlich des zu Plateau de Diesse gehörenden Weilers Châtillon, in einer Höhe von etwa 804 m ü. M. Er fliesst zunächst in nordöstlicher Richtung durch die flache Ebene des Plateaus. Dieser Abschnitt wurde früher auch Arzillière genannt.
Bei Les Moulins, einem Weiler zwischen Prêles und Lamboing, schlägt er einen Bogen und wendet seine Laufrichtung nach Süden. Hier nimmt er auch von links den Bach Ruisseau les Moulins auf, der in alten Quellen noch als Quellbach verzeichnet ist.
Auf seinen letzten zweieinhalb Kilometern verliert der Bach viel Höhe von 750 m ü. M. bei Les Moulins bis zur Mündung in den Bielersee (429 m ü. M.). Dabei gräbt er sich durch die enge Twannbachschlucht in der Bergflanke über dem Nordufer des Sees.
Am Ende der Schlucht wird der Bach von der Twannbachbrücke gequert, die 1936 von Robert Maillart erbaut wurde. Zwischen Twann und Kleintwann, das auf dem kleinen Schuttkegel steht, mündet er in den Bielersee.
Der 5,76 km lange Lauf des Twannbachs endet ungefähr 376 Höhenmeter unterhalb seiner Quelle, er hat somit ein mittleres Sohlgefälle von etwa 65 ‰.

### Einzugsgebiet
Das 18,8 km² grosse Einzugsgebiet des Twannbachs liegt im Schweizer Jura wird durch ihn über den über Bielersee, die Aare und den Rhein zur Nordsee entwässert.
Es grenzt
- im Nordosten an das Einzugsgebiet der Orvine, die über die Schüss in den Bielersee entwässert;
- im Südosten und Südwesten an das des Bielersees direkt und
- im Westen und Nordwesten an das der La Titche;

Das Einzugsgebiet besteht zu 38,2 % aus bestockter Fläche, zu 55,7 % aus Landwirtschaftsfläche, zu 6,0 % aus Siedlungsfläche und zu 0,2 % aus unproduktiven Flächen.
Die mittlere Höhe des Einzugsgebiets beträgt 924,3 m ü. M. und die höchste Erhebung ist der Spitzberg mit einer Höhe von 1382 m ü. M. im Norden des Einzugsgebiets.

### Zuflüsse
- Ruisseau les Moulins (links), 0,3 km
- (Bach) im Grys (rechts), 0,4 km

## Hydrologie
An der Mündung des Twannbachs in den Bielersee beträgt seine modellierte mittlere Abflussmenge (MQ) 620 l/s. Sein Abflussregimetyp ist pluvial jurassien und seine Abflussvariabilität beträgt 24.

## Natur und Umwelt

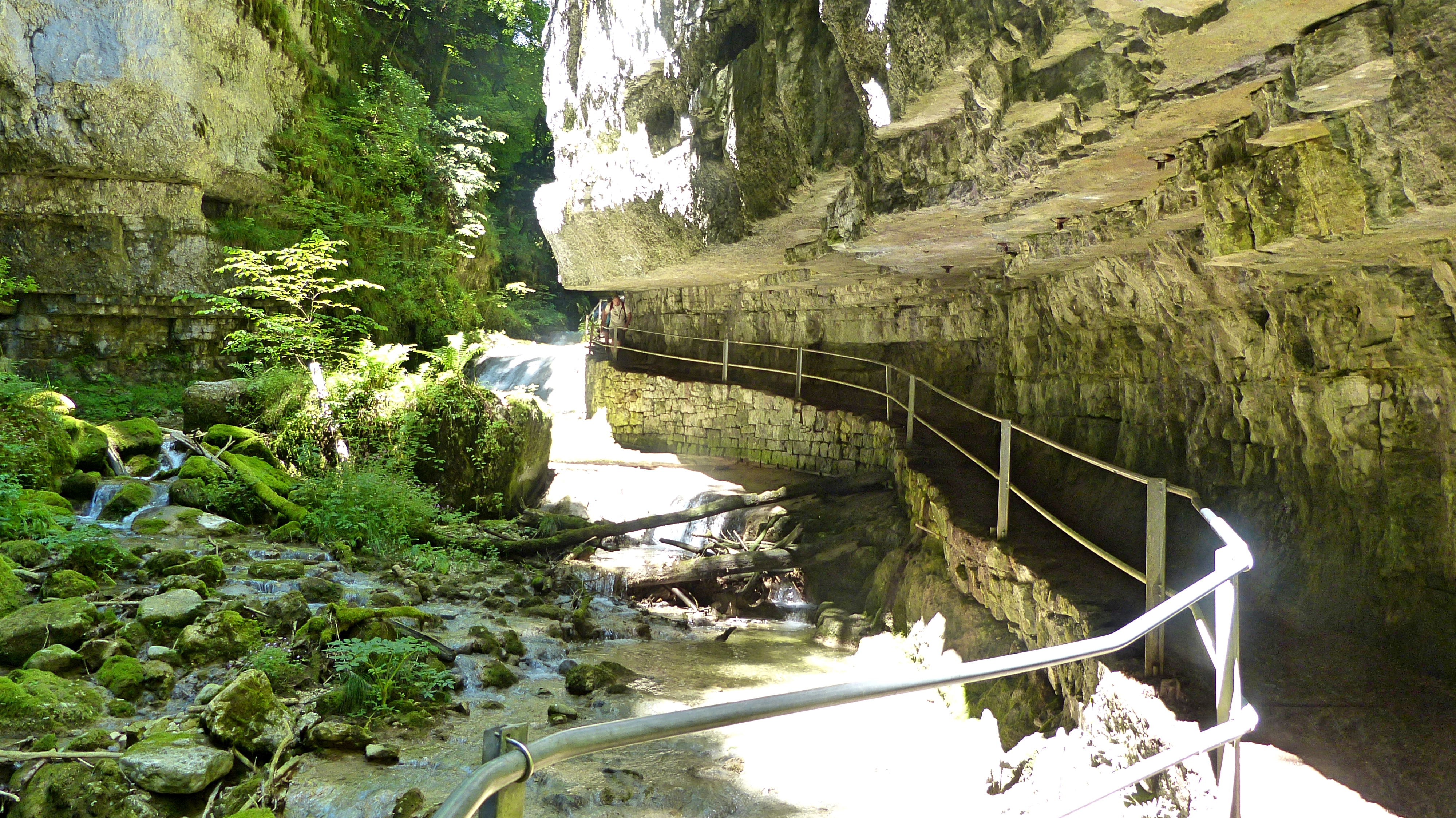
Wanderweg in der Twannbachschlucht

Die Twannbachschlucht ist Teil des im Bundesinventar der Landschaften und Naturdenkmäler von nationaler Bedeutung eingetragenen linken Bielerseeufers. Steile Felswände, Karstquellen, Wasserfälle und ein sehr seltene Hirschzungen-Ahornwald prägen die Schlucht, in der auch Fledermäuse, darunter die stark gefährdete Mopsfledermaus eine Heimat haben.